# Пам'ятний знак на честь 300-річчя Конституції Пилипа Орлика (Бендери)

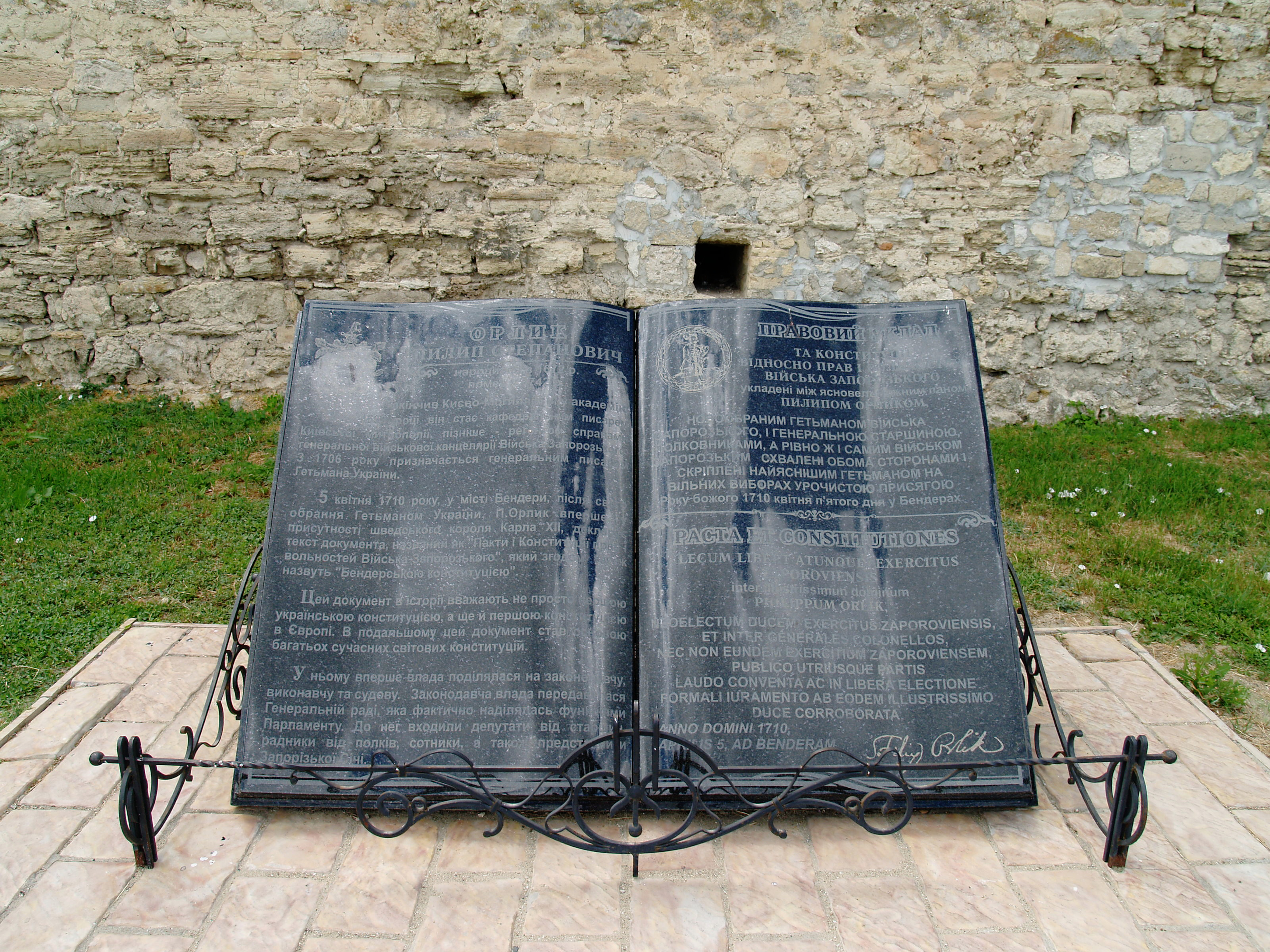

Пам'ятний знак на честь 300-річчя Конституції Пилипа Орлика в Бендерах — пам'ятний знак, встановлений 9 квітня 2010 року, на честь 300-річчя Першої Української Конституції Пилипа Орлика на території воєнно-історичного меморіального комплексу «Бендерська фортеця». Поки що це єдиний пам'ятний знак на честь цієї історичної події. Пам'ятний знак створений у вигляді книги, на якій викарбувана інформація про історію написання Конституції Пилипа Орлика та її повна назва українською і латинською мовами.
У відкритті взяли участь Керівник Придністров'я Ігор Смирнов, Заступник Голови Верховної Ради України Микола Томенко, Посол України в Республіці Молдова С.Пирожков та інші.
|  | Відкриття пам'ятного знаку — це відновлення історичної справедливості, бо це місце, де українські гетьмани та українська еліта виписали своє уявлення про майбутню незалежну демократичну країну, про яку вони мріяли, і яку тепер ми повинні будувати. Тепер ще більше українців буде приїздити у Бендерську фортецю, щоб вшанувати таку визначну історичну подію та поклонитися цьому місцю. Однак, я переконаний, що відзначення трьохсотріччя першої української Конституції не завершується датою її написання і Україна ще зможе належним чином вшанувати цю визначну подію своєї історії (Микола Томенко, 9 квітня 2010, Бендери) |